# Sphingonotus toliensis
Sphingonotus toliensis är en insektsart som beskrevs av Zheng, Z. och Y. Gong 2003. Sphingonotus toliensis ingår i släktet Sphingonotus och familjen gräshoppor. Inga underarter finns listade i Catalogue of Life.